# Juppenwerkstatt Riefensberg
De Juppenwerkstatt Riefensberg is een ambachtelijke werkplaats en museum in Riefensberg in Vorarlberg (Oostenrijk).
Het is een vereniging zonder winstoogmerk die zich ten doel stelt de klederdracht van Vorarlberg, in het bijzonder de dameskostuums van het Bregenzerwald, te onderhouden en te verzorgen. Het is de enige kledingmakerij in het Bregenzerwald die deze klederdracht nog op traditionele wijze maakt.

## De juppe
De juppe is een vrouwenkostuum en hoofddeksel uit het Bregenzerwald. De oorsprong van het woord juppe is het Franse woord voor rok, "jupe". Juppenwerkstatt betekent letterlijk "werkplaats van de juppe".
De juppe is een van de oudste kostuums in Europa. In zijn basissnit is dit type kostuum terug te voeren tot de vroege middeleeuwen. Toen nog wit (behalve de kleurstof), later bruin, het kwam onder invloed van de Spaanse mode, waarin zwart en indigoblauw de dure kleuren van de adel waren.

### De productie
De productie en het verven van de stof voor de juppe is een eeuwenoud ambacht dat alleen in de Juppenwerkstatt Riefensberg wordt beoefend. De werkplaats werkt op pre-order en slechts in een klein aantal op voorraad.
Voor het verven wordt lijm urenlang gekookt in potten volgens een oud recept, dat is gemaakt van 16 kilo koeienhuid. De zwartgeverfde linnen stof wordt erin gedompeld, lichtjes gedraaid, op de wei gelegd en vervolgens geglansd en geplooid door machines van meer dan honderd jaar oud.
De in Riefensberg opgestelde plooimachine werd jarenlang door een slotenmaker uit het Bregenzerwald gebouwd nadat hij een machine die in 1889 op de Wereldtentoonstelling van Parijs werd tentoongesteld tot in detail had getekend, en heeft sindsdien het anders zeer moeizame plooiwerk met de hand vervangen.
De Juppenwerkstatt Riefensberg produceert een speciale juppe stof gemaakt van glanzend linnen. Het wordt daar wereldwijd exclusief geproduceerd. Het textiel duurt een volle zes maanden voordat het geschikt is voor verdere verwerking.
Het Bregenzerwald is de enige vallei waar voor elk detail van de traditionele klederdracht een aparte ambachtsman is. Dit zijn onder andere hoedenmakers, jupp-naaisters, borduursters, wevers en goudsmeden voor de riemgespen.

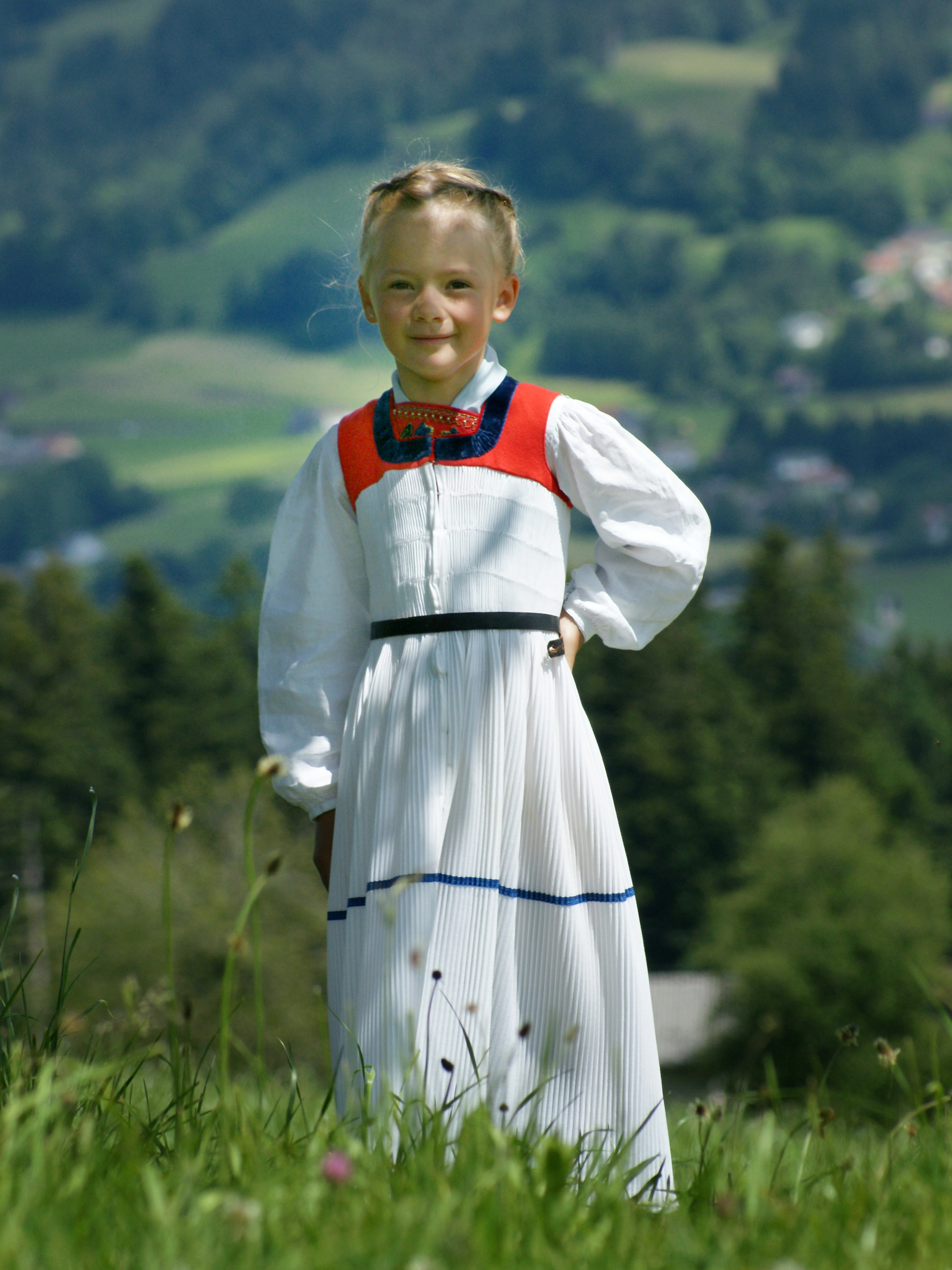
Meisje in een witte juppe (voorzijde)
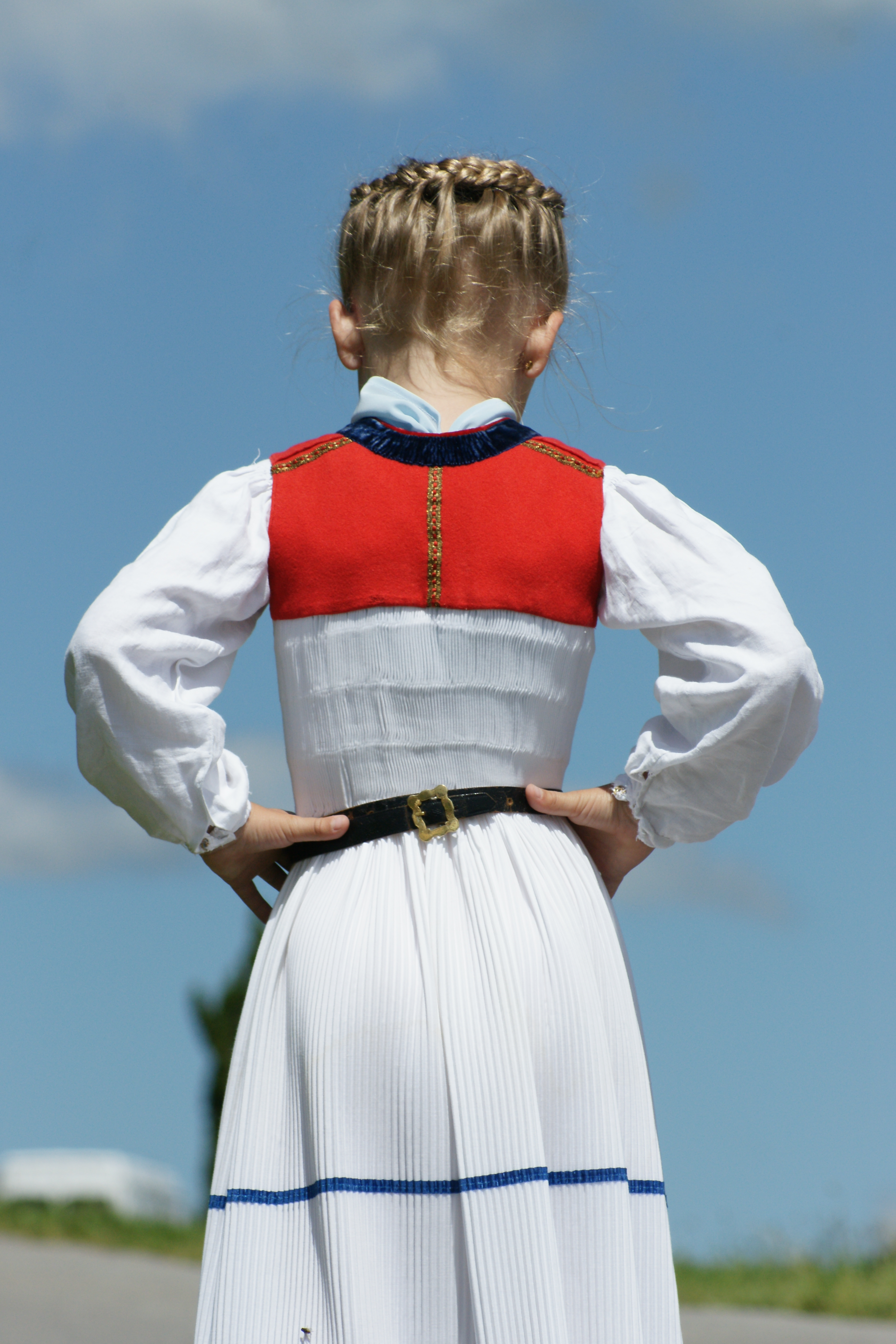
Meisje in een witte juppe (achterzijde)
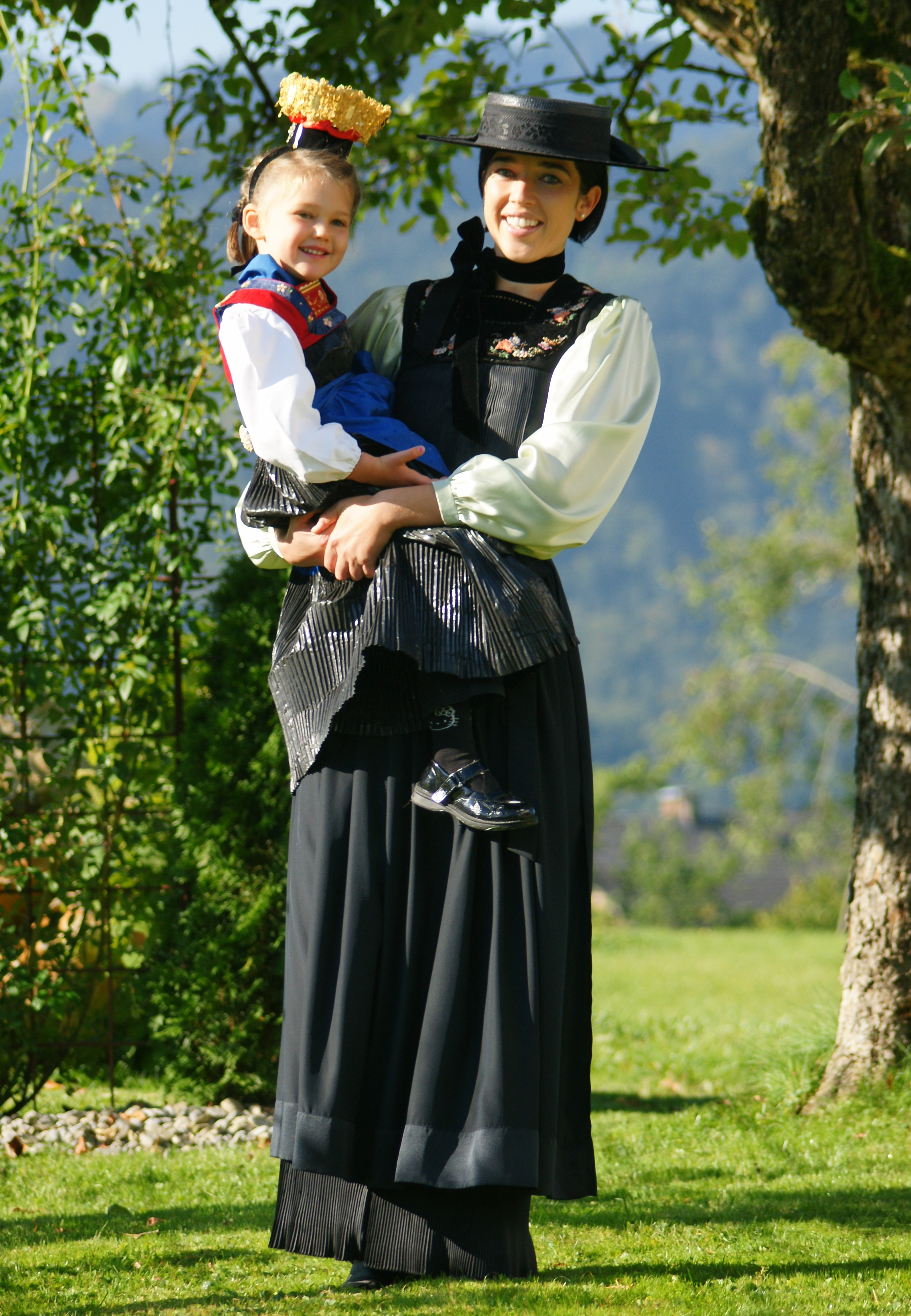
Vrouw in lijfjekostuum met dochter in lijfjekostuum
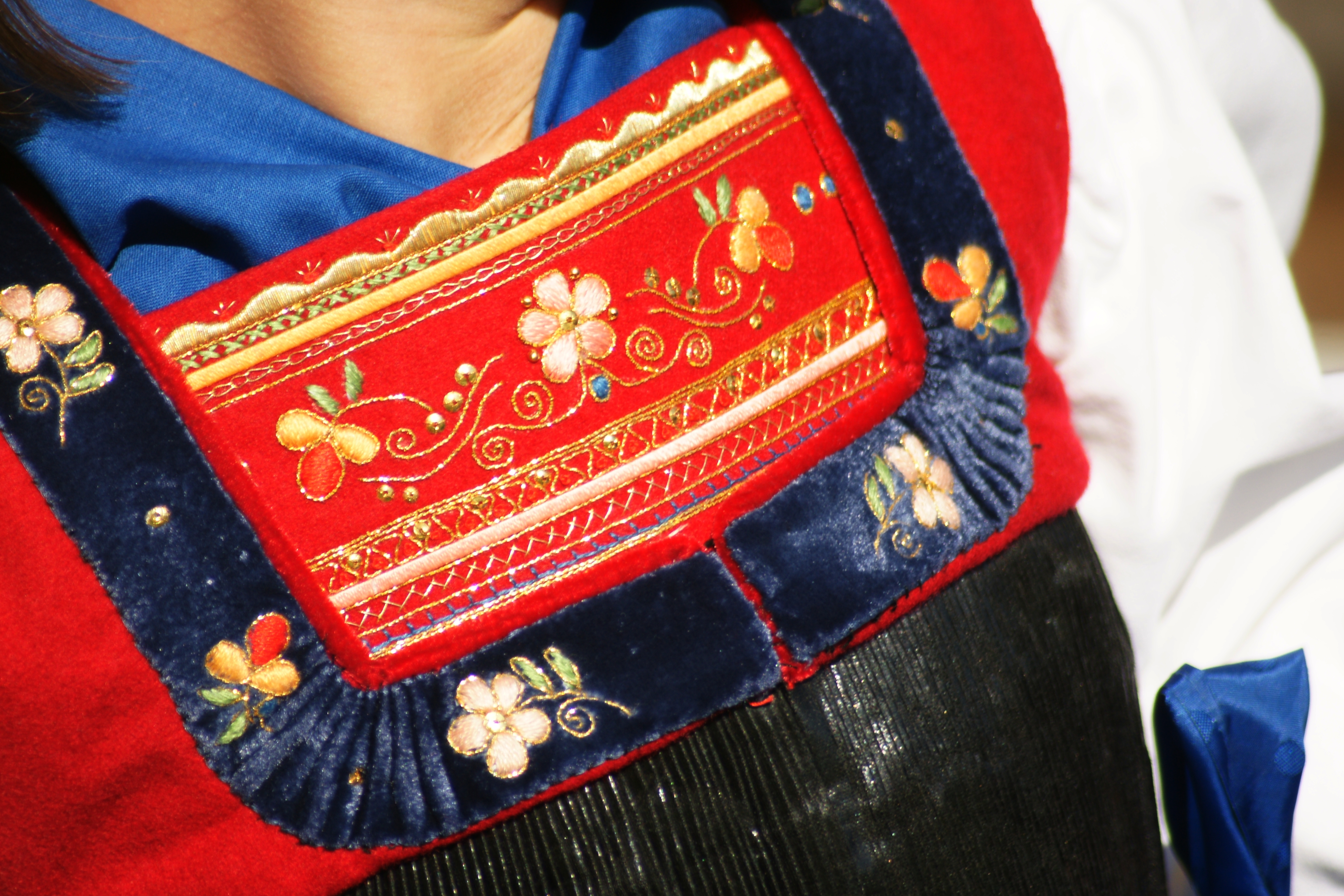
De "Bleotz" die kunstig is versierd met goud-zilver borduurwerk
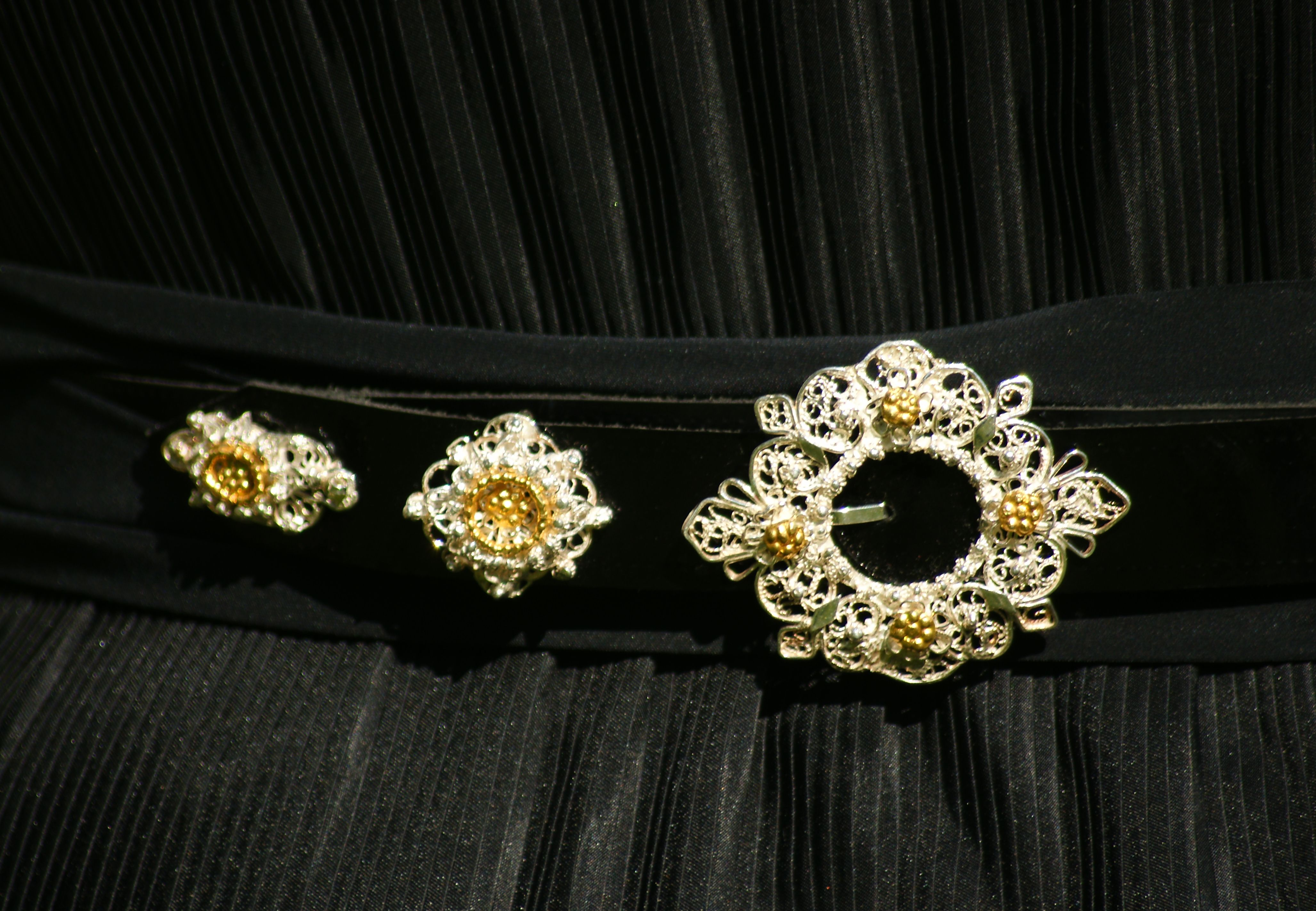
Driedelige riem van een vrouwelijk Bregenzer Woud kostuum
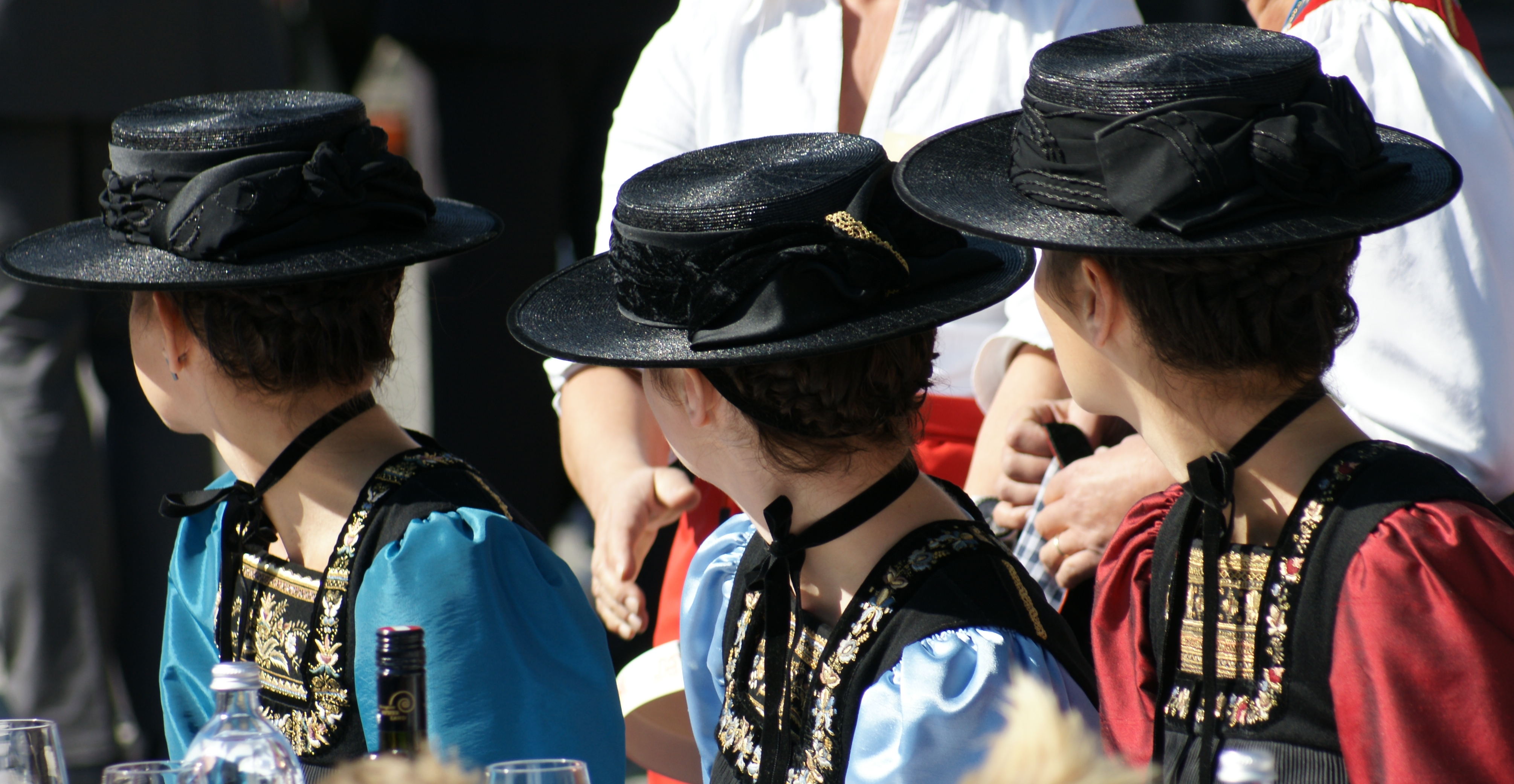
Vrouwen in het Bregenzerwald kostuum met zomerse strohoeden ("Schäohüte")

## Het museum
De Juppenwerkstatt Riefensberg is open voor bezoekers van 1 mei tot 31 oktober. Bezoekers krijgen een idee van het harde werk en volgen het maakproces van de stugge, glanzende stof, die in honderden plooien wordt gelegd. Om bezoekers kennis te laten maken met de uitgebreide productie van een Bregenzerwälder dameskostuum, is een naaister, borduurster, wever of hoedenmaker aanwezig als onderdeel van een rondleiding. Rondleidingen zijn mogelijk op afspraak.
De Juppenwerkstatt heeft een eigen collectie kostuums, die ze voortdurend uitbreidt en die wordt gepresenteerd als onderdeel van onze tentoonstellingen. Een selectie van de objecten is toegankelijk via de gedeelde database van de musea in Vorarlberg.
Speciale tentoonstellingen gaan over verschillende delen van de klederdracht (bijvoorbeeld de riem, de hoed), over de productie en behandeling van de juppe-stof (bijvoorbeeld transferdruk en reliëf) of over verschillende kostuumontwerpen uit de regio en daarbuiten.

### Geschiedenis van het museum
Toen in 1993 de laatste klederdrachtverver in het Bregenzerwald wegens ouderdom zijn bedrijf sloot, kwam het voortbestaan van de traditionele linnen klederdracht van de Bregenzerwaldvrouwen in gevaar. Het werd tien jaar niet geproduceerd. Kort voor het overlijden van de laatste kostuumverver gaf hij het geheim van het juppe verven door.
Met de steun van de staat en het Europese LEADER-programma was de gemeente Riefensberg klaar om een nieuwe kostuumververij op te zetten in het zakengedeelte van de oude herberg Krone, die de stoffen moest leveren voor de voortdurende behoefte aan Juppen en bezoekers inzicht geven in het productieproces. In 2002 werd de vzw "Juppenwerkstatt Riefensberg" opgericht. In 2003 werd de werkplaats en het museum geopend.

### Architectuur
De Bregenzer architect Gerhard Gruber kreeg de opdracht voor de aanpassing van een 350 jaar oude boerderij in het centrum van Riefensberg. Dit betekent dat de oude boerderij niet is gesloopt en vervangen door een functionele nieuwbouw, maar dat de huidige gebruiker, de Juppenwerkstatt, zich heeft aangepast aan de omstandigheden. De renovatie werd uitgevoerd door lokale ambachtelijke bedrijven die gebruik maakten van lokaal beschikbare bouwmaterialen.
De verffabriek is in het souterrain gebouwd, terwijl de verdere werktrappen op weg naar de juppe zijn ondergebracht in de voormalige veestal, paardenstal en hooiberg. Hier bevinden zich de drie belangrijkste werkruimten die de keuken afwerken (zwart verven en verstevigen met lijm), de glaskamer (glanzend) en de plooikamer (plooien). Verwarming van het gebouw zou energetisch niet verantwoord zijn, daarom is de werkplaats in de winter gesloten. Slechts één kamer in de kamer, een "box" in de schuur, kan worden verwarmd. Daarin bevindt zich de naaikamer en de kamer fungeert als cursusruimte. De boven- en onderkant van de box versterken de gevelwand. De houten shinglegevel aan de noordoostzijde van het gebouw werd volledig vervangen door een gevel van grote glazen shingles. Hierdoor kon het karakter van de oude raamloze gevel behouden blijven.
Gevraagd naar de aard van zijn project, denkt Gerhard Gruber dat de Juppenwerkstatt overeenkomt met de poging om de "museumisering" van het waardevolle Bregenzerwald-kostuum, het struikgewas en het stof van decennia tegen te gaan en de dialoog tussen traditie en vooruitgang gaande te houden.